# Dune: Casa Harkonnen
Dune: Casa Harkonnen (2000) (titlu original Dune: House Harkonnen) este un roman science fiction scris de Brian Herbert și Kevin J. Anderson, a cărui acțiune se petrece în  universul Dune creat de Frank Herbert. Este a doua carte din Preludiul Dunei, care are loc înaintea celebrului roman din 1965 al lui Herbert Dune. Conform spuselor autorilor, romanele din Preludiul Dunei au fost creionate pornind de la însemnările lăsate de Frank Herbert.

## Intriga
Romanul conține mai multe intrigi care, deși se intersectează în anumite momente, e mai ușor să fie relatate separat.
Shaddam Corrino al IV-lea stă în sfârșit pe Tronul Leului de Aur, savurându-și poziția de Împărat Padișah al Universului Cunoscut. Cu toate acestea, poziția lui de împărat este una precară, deoarece soția lui, Anirul, a fost instruită de surorile Bene Gesserit să aducă pe lume doar fete. În plus, autoritatea îi este amenințată de puternica familie Harkonnen, ale cărei stocuri ilegale crescânde de mirodenie îl îngrijorează pe împărat. Pentru a monopoliza mirodenia, Shaddam și confidentul lui, Hasimir Fenring, plănuiesc să sintetizeze substanța cu ajutorul unui Tleilaxu, Hidar Fen Ajidica. Ajidica își instalează laboratoarele pe recent cucerita planetă Ix, fosta reședință a Casei Vernius. Către sfârșitul romanului, Ajidica îl informează pe Fenring că sintetizarea mirodeniei este un succes, dar afirmațiile sale nu par a fi de încredere.
Între timp, pe Caladan, ducele Leto Atreides își ia rămas bun de la Duncan Idaho. Acesta urmează să plece pe Ginaz, pentru a deveni maestru spadasin. Leto și prietenii săi, Kailea și Rhombur Vernius, se zbat în continuare să elibereze fosta casă a acestora din urmă, dar efortul lor e departe de a fi încununat de succes. Kailea devine concubina lui Leto, dar el refuză să se însoare cu ea din motive politice evidente. Rhombur își caută o parteneră în sânul Bene Gesserir și o găsește pe Tessia, care îi dă un nou scop în viață. După ce primește o cerere de ajutor de la un rebel ixian, C'tair Pilru, Rhombur începe să sprijine rezistența ixiană. Kailea îi naște lui Leto un băiat, Victor, devenind tot mai nemulțumită de rolul ei de concubină și dorindu-și ca ducele să o ia de soție, pentru ca fiul ei să aibă șansa de a-l moșteni într-o zi. Camerista Kaileei, Chaiar, este o agentă Harkonnen trimisă să vâre zâzanie între ea și Leto. 
Problema se complică odată cu sosirea doamnei Jessica, o Bene Gesserit și fiica Cucernicei Maici Gaius Helen Mohiam și a baronului Vladimir Harkonnen (deși Jessica nu cunoaște asta). Jessica este prezentată lui Leto ca dar din partea Bene Gesserit, deși scopul ascuns al acestora este de a îi folosi pe cei doi în planul lor de creare a lui Kwisatz Haderach. La început, Leto nu vrea să aibă prea mult de-a face cu Jessica, rămânându-i fidel Kaileei. Dar, pe măsură ce el și Kailea se înstrăinează, el ajunge să caute compania Jessicăi. În cele din urmă, Kailea atentează la viața lui Leto, punând un dispozitiv explozibil pe vasul său. În ultima clipă, Leto decide să îi ia pe Victor și pe Rhombur cu el, iar băiatul moare în explozie. Leto scapă aproape nevătămat, dar trupul lui Rhombur este distrus în cea mai mare parte. Temându-se că Leto va afla cine stă în spatele morții copilului și fiind roasă de vinovăție, Kailea se sinucide aruncându-se pe fereastră. Tleilaxu se oferă să crească un ghola al fiului mort al lui Leto, în schimbul trupului abia pâlpâind de viață a lui Rhombur Vernius. După multă zbatere interioară, Leto refuză, știind că Tleilaxu nu doresc altceva decât să facă rău Casei Vernius. În schimb, Leto îl angajează pe dr. Wellington Yueh, un expert în cibernetică, pentru a crea un corp pentru Rhombur. Leto și Jessica se îndrăgostesc, iar Jessica se hotărăște să îi facă lui Leto un băiat pentru a-i diminua suferința, încălcând ordinerele Bene Gesserit de a concepe o fată.
Pe planeta de reședință a Harkonnenilor, Giedi Prime, baronul se îngrașă datorită unei boli ciudate care, fără știința lui, i-a fost inoculată de răzbunătoarea Mohiam. După ce ucide o serie de doctori care eșuează în tentativa de a-i diagnostica sau vindeca boala, el îl angajează pe dr. Yueh pe o sumă enormă. Yueh îi dezvăluie baronului că Mohiam este vinovată pentru problema lui, ceea ce îl determină pe acesta să caute răzbunare, dar fără succes. Între timp, fratele baronului, Abulurd, descoperă depozitele ilegale de mirodenie. În loc să își dea fratele pe mâna împăratului, Abulurd, un conducător binevoitor total opus lui Vladimir, folosește depozitele în beneficiul oamenilor săi. Descoperind acest lucru, Glossu Rabban, copilul cel mare al lui Abulurd, își strangulează tatăl, gest care îi va atrage porecla "Bestia". Baronul Harkonnen îl răpește pe celălalt fiu al lui Abulurd, Feyd-Rautha, și încearcă să îl crească ca pe propriul copil. 

Tânărul Liet Kynes crește și duce mai departe realizarea visului tatălui său de a schimba condițiile ostile de pe Arrakis. Tot aici, doamna Margot Fenring caută să descopere printre fremeni dezlegarea misterului dispariției câtorva membre ale ordinului Bene Gesserit, inclusiv a Cucernicei Maici Ramallo. Ea află că Bene Gesserit s-a integrat deja în societatea fremenă, inoculând miturile Missionariei Protectiva în cultura acesteia.
Gurney Halleck, un fermier de pe Giedi Prime, asistă la capturarea surorii lui, Bheth, de către agenții Harkonnen. Luptând să o salveze din mâinile lor, estre bătut cu brutalitate. După ce petrece patru ani căutând să dea de urma ei, Guerney primește o scrisoare de la ea în care află că e în viață. Guerney o găsește într-o casă a plăcerilor de lângă Mount Ebony, legată de pat și cu laringele tăiat. Bătut din nou de cei doi soldați care o păzeau, Guerney își revine într-o mină de sclavi. Paznicii Harkonnen se străduiesc să îi îngenuncheze spiritul folosind o serie de metode: este silit să privească cum sora lui este violată și omorâtă, este drogat și bătut. În cele din urmă, reușete să evadeze într-o navă care transportă minereu și care se dovedește a fi un cadou de la Leto Atreides pentru concubina lui, Kailea. Gurney părăsește nava înainte de a ajunge la destinația finală și i se alătură renegatului Dominic Vernius. După ce acesta din urmă este omorât pe Dune, Gurney călătorește pe Caladan pentru a-i găsi pe copiii acestuia, jurând loialitate Casei Atreides.